# Памятник Стефану Великому (Яссы)
Памятник молдавскому господарю Стефану III Великому (рум. Statuia lui Ștefan cel Mare din Iași) — бронзовый монумент в г. Яссы, Румыния.

## История
Конная статуя правившему Молдавией с 12 апреля 1457 года по 2 июля 1504 года господарю Молдавии Стефану Великому установлена у главного входа во Дворец культуры Ясс, построенного после сноса старого административного дворца.

## Описание
Памятник создан французским скульпторомы Эмманюэлем Фремье.
Статуя Стефана Великого, восседающего на коне, имеет высоту 4,5 метра и выполнена из бронзы. Голову Стефана Великого украшает корона западного образца. В руке монарший жезл. Пьедестал статуи выполнен из розового каррарского мрамора. По бокам пьедестала установлены две бронзовые крупповские пушки — трофеи войны за независимость Румынии (1877—1878).
По сторонам пьедестала имеются два бронзовых барельефа, представляющих сражение у Козминского леса 1497 года (слева) и Васлуйскую битву 1475 года (справа). Первоначально статуя была окружена металлическим забором, который впоследствии после расширения площади был удален.

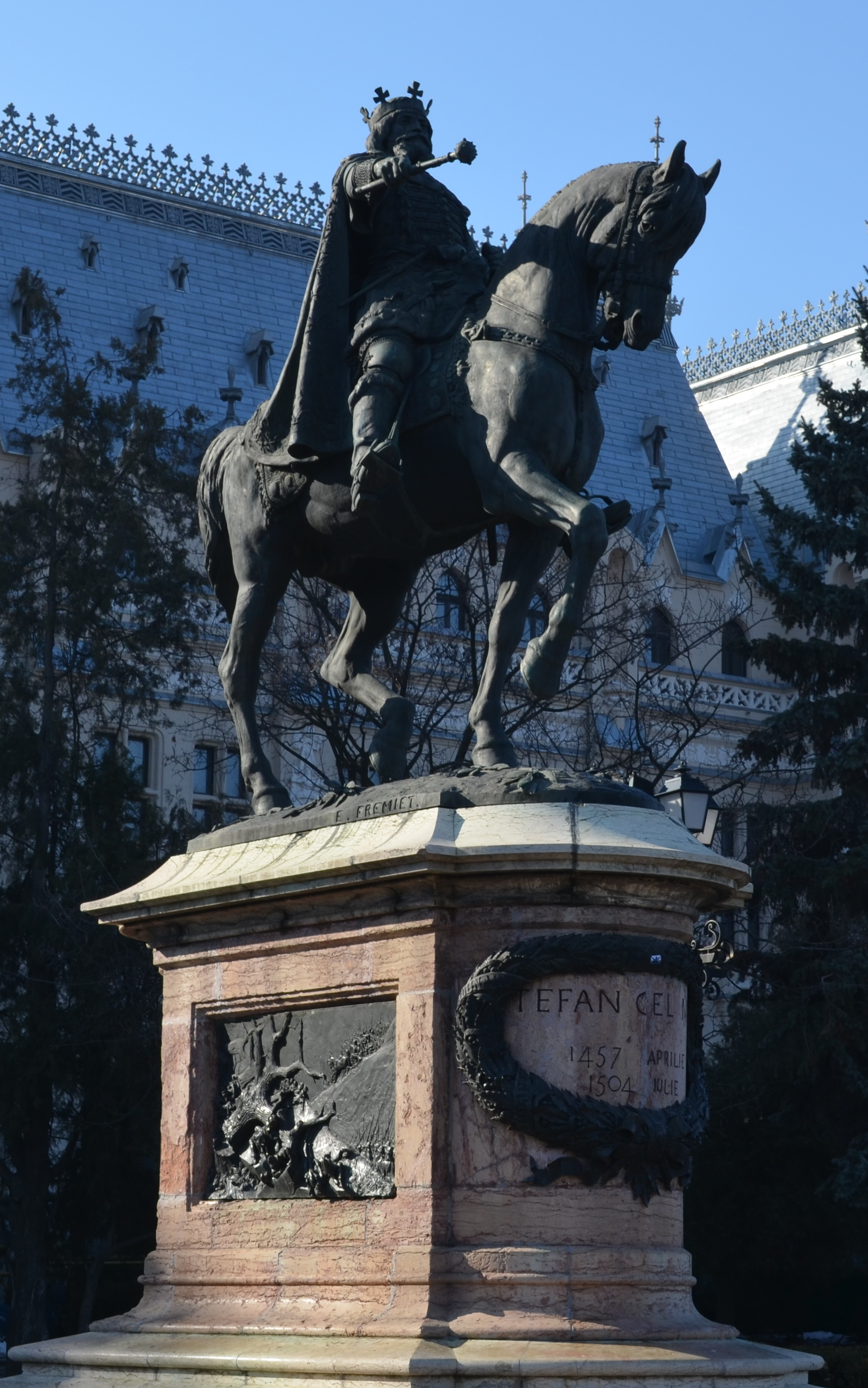
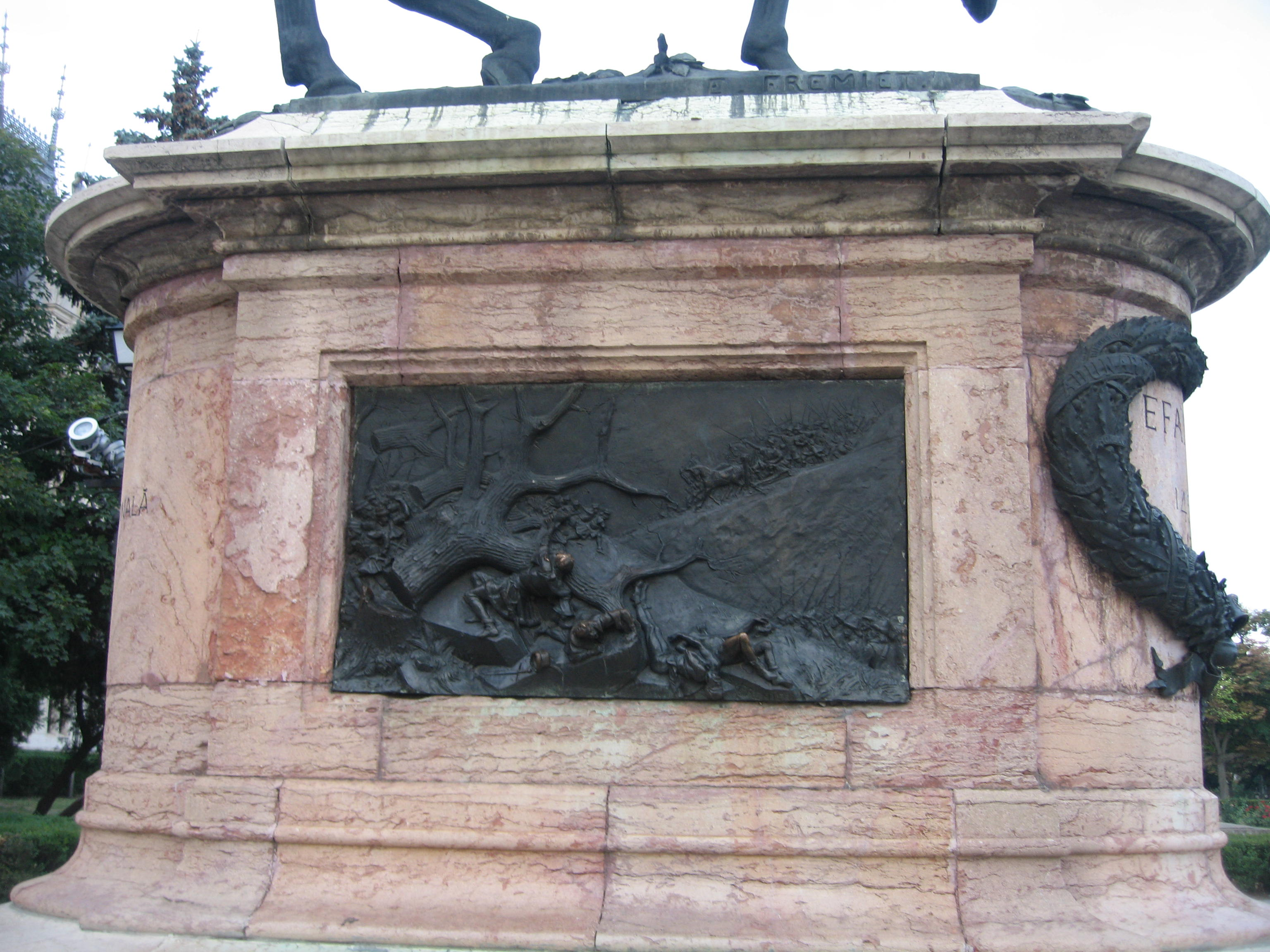
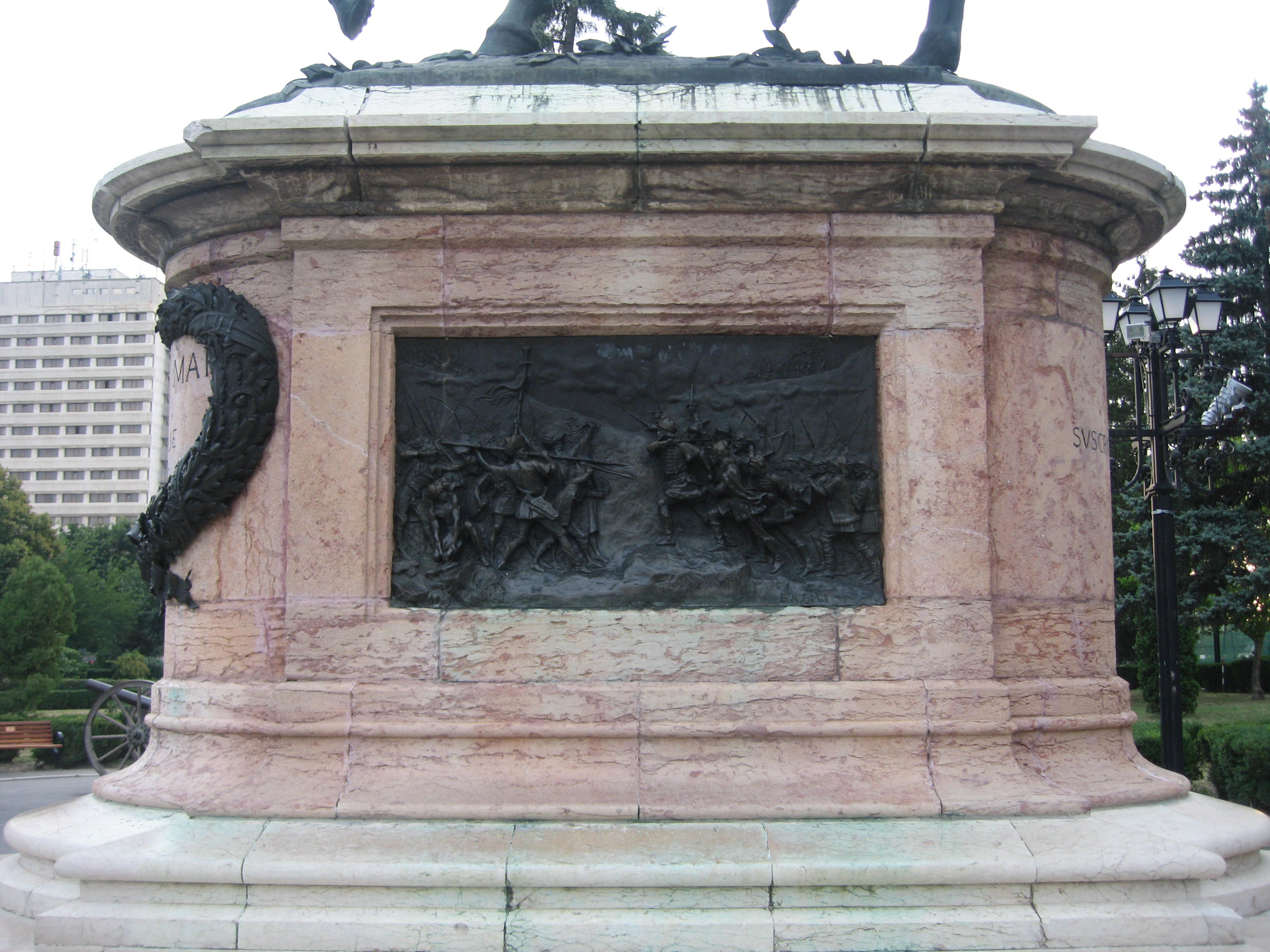
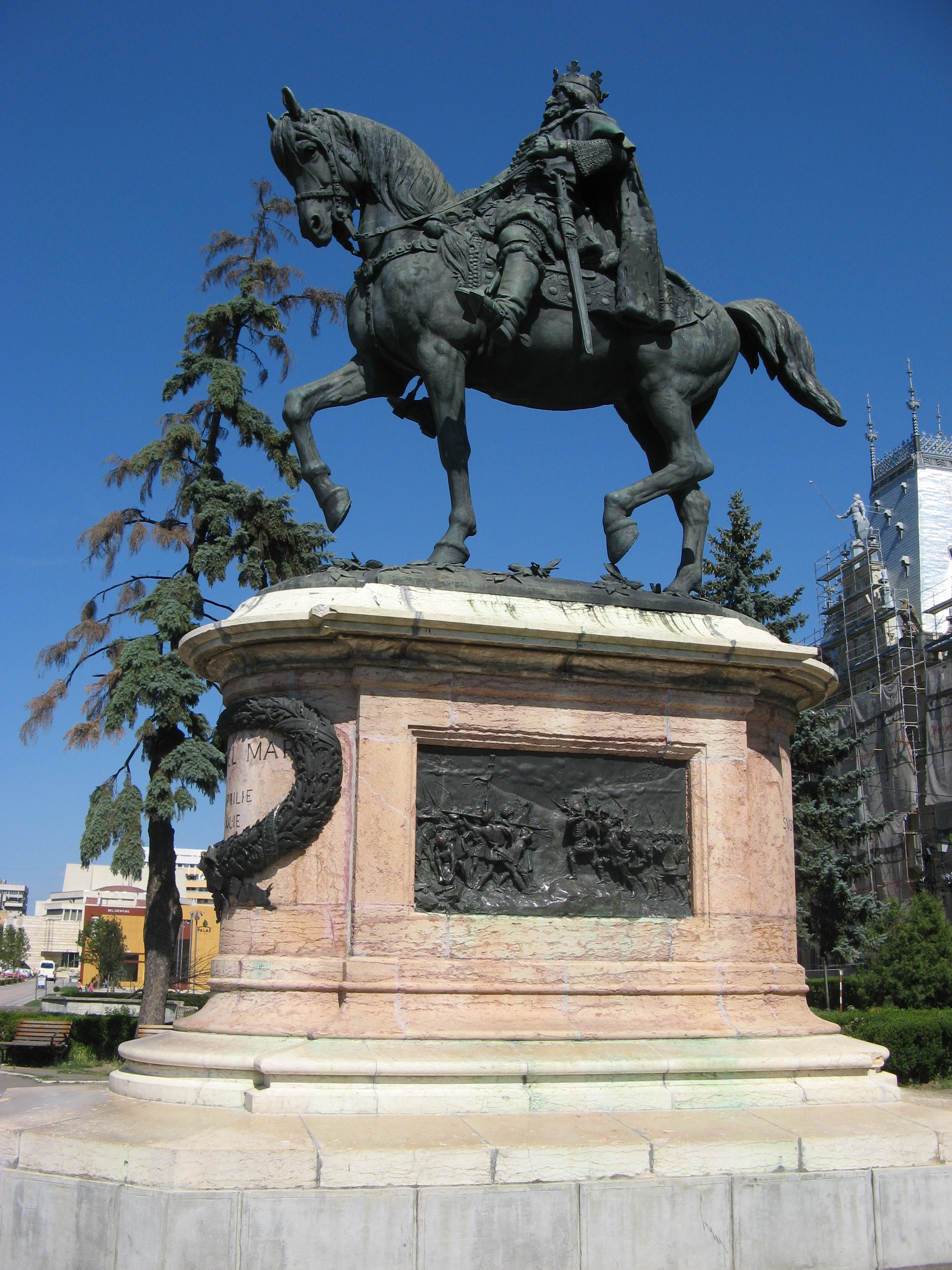